# Yoon Song-Hee
Yoon Song-Hee (24 de noviembre de 1977) es una deportista surcoreana que compitió en taekwondo. Ganó dos medallas de plata en el Campeonato Mundial de Taekwondo en los años 1997 y 1999.

## Palmarés internacional
| Campeonato Mundial | Campeonato Mundial | Campeonato Mundial | Campeonato Mundial |
| Año                | Lugar              | Medalla            | Categoría          |
| ------------------ | ------------------ | ------------------ | ------------------ |
| 1997               | Hong Kong (China)  | Medalla de plata   | –47 kg             |
| 1999               | Edmonton (Canadá)  | Medalla de plata   | –47 kg             |